# Cymothoe oemilius
Cymothoe oemilius är en fjärilsart som beskrevs av Doumet 1859. Cymothoe oemilius ingår i släktet Cymothoe och familjen praktfjärilar. Inga underarter finns listade i Catalogue of Life.

## Bildgalleri

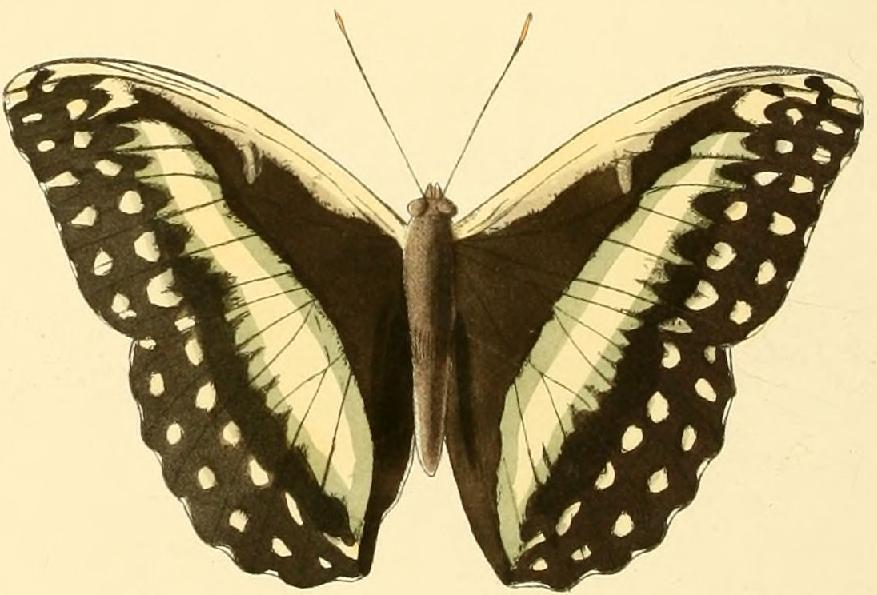
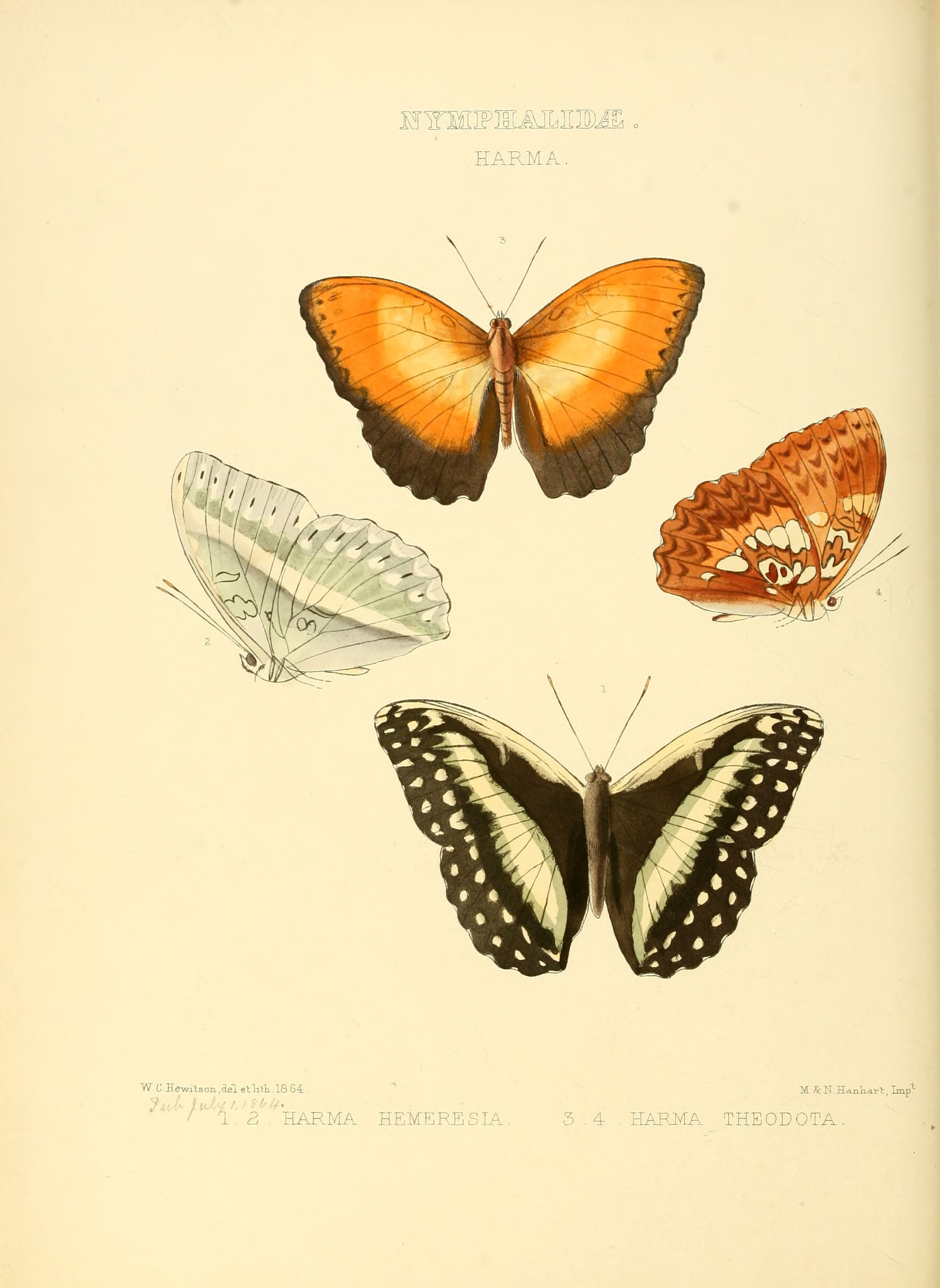